# Мелнупе (приток Мустйыги)
Ме́лнупе (Мельнупе; устар. Шварцбах; латыш. Melnupe, Pēterupe) или Пе́этри (Петри, Пээтри; устар. Петерсбах; эст. Peetri jõgi, Piitre jõgi) — река в Латвии и Эстонии. В Латвии течёт по территории Смилтенского и Алуксненского краёв, в Эстонии — по территории уезда Вырумаа. Левый приток нижнего течения Мустйыги.
Длина — 73 км. Начинается в Латвии между населёнными пунктам Алсвики и Страутини на территории Алсвикской волости, к западу от города Алуксне, на юго-западе Алуксненской возвышенности. Далее течёт по Трапенской равнине Талавской низменности. Устье Мелнупе находится на высоте 56 м над уровнем моря, в 19,2 км по левому берегу Мустйыги, около деревни Турса на западной окраине эстонской волости Рыуге. Уклон — 1,8 м/км, падение — 132 м. Площадь водосборного бассейна — 424 км² (по другим данным — 412 км²). Объём годового стока — 0,09 км³.
Основные притоки:
- левые: Медньупе;
- правые: Балтиньупе, Блигзна[14].